# Rémy Dumoncel
Rémy Dumoncel (* 28. Oktober 1888 in Romorantin; † 15. März 1945 im Konzentrationslager Neuengamme in Hamburg-Neuengamme) war ein französischer Verleger und Bürgermeister der Stadt Avon (Seine-et-Marne).

## Leben
Nach seinem Studium der Rechtswissenschaften in Paris heiratete er 1913 die Tochter des Inhabers des Tallandier-Verlagshauses in Paris, Germaine Tallandier, mit der er fünf Kinder bekam.
Nachdem er zunächst ebenfalls als Verleger tätig gewesen war, wurde er 1935 Bürgermeister der Stadt Avon (Seine-et-Marne), einer kleinen Stadt südlich von Paris, die unmittelbar an Fontainebleau grenzt. Als die Stadt am 16. Juni 1940 von nationalsozialistischen Besatzungstruppen eingenommen wurde, schloss sich Rémy Dumoncel der Résistance an. Er gab Schriftstellern, die im nationalsozialistisch besetzten Frankreich keine Werke mehr veröffentlichen konnten, finanzielle Unterstützung und versteckte außerdem elsässische Juden im Département Dordogne, wo er ein Haus besaß. In seiner Eigenschaft als Bürgermeister stellte er Juden und anderen Flüchtlingen falsche Personaldokumente aus und half ihnen so, in nicht besetzte Landesteile Frankreichs zu fliehen.
Am 4. Mai 1944 wurde er von der Gestapo am Bahnhof von Fontainebleau-Avon verhaftet und in das Konzentrationslager Neuengamme deportiert, wo er kurz vor dem Ende der Nazi-Herrschaft an Erschöpfung verstarb. 

## Ehrungen

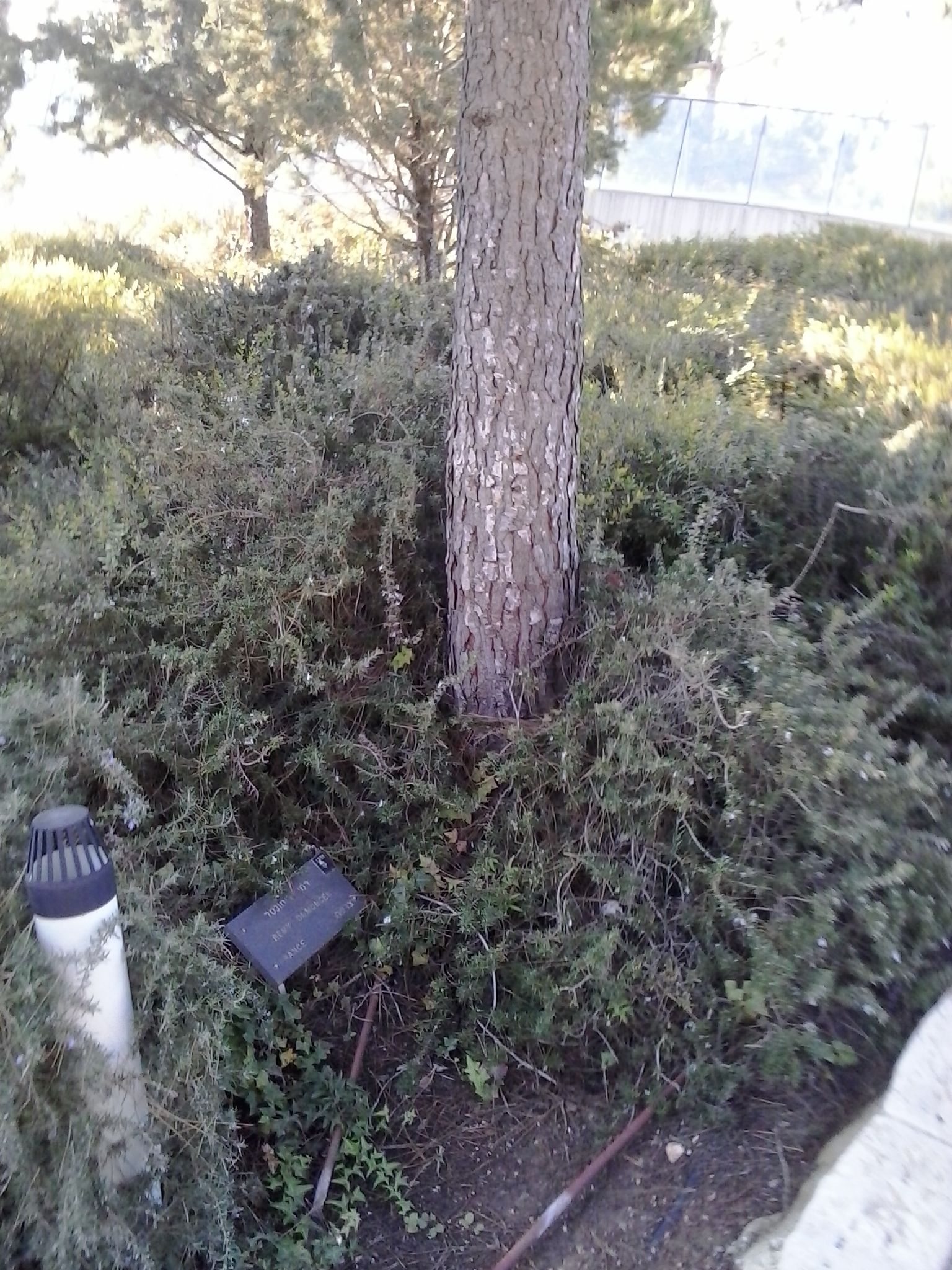
Gedenkbaum in Yad Vashem

1985 wurde er in Yad Vashem als „Gerechter unter den Völkern“ geehrt.
Ihm zu Ehren wurde sowohl in Avon als auch in Paris im 14. Arrondissement eine Straße nach Rémy Dumoncel benannt.